# Плејнс (Џорџија)
Плејнс (Џорџија) (енгл. Plains) је град у америчкој савезној држави Џорџија. По попису становништва из 2010. у њему је живело 776 становника. Познат је по томе што је родно место 39. председника Сједињених Америчких Држава, Џимија Картера.

## Демографија
Према попису становништва из 2010. у граду је живело 776 становника, што је 139 (21,8%) становника више него 2000. године.
| Група             | 2000.       | 2010.       |
| Белци             | 238 (37,4%) | 392 (50,5%) |
| Афроамериканци    | 381 (59,8%) | 331 (42,7%) |
| Азијати           | 0 (0,0%)    | 0 (0,0%)    |
| Хиспаноамериканци | 18 (2,8%)   | 51 (6,6%)   |
| Укупно            | 637         | 776         |